# Dlouhá cesta (film)
Dlouhá cesta (v anglickém originále A Walk to Remember) je americký romantický film z roku 2002 natočený podle v originále stejnojmenného bestselleru úspěšného amerického spisovatele Nicholase Sparkse (česky vyšel jako Nezapomenutelná cesta). Děj filmu je zasazen do poloviny 90. let 20. století do Beaufortu v Severní Karolíně (na rozdíl od předlohy, která se odehrává na tomtéž místě, ale na konci 50. let). Téma filmu se zabývá problematikou lásky mezi dvěma původně nepříliš kompatibilními mladými lidmi (v kolektivu úspěšným, ale značně neukázněným a povinnosti zanedbávajícím chuligánem a konzervativní, zbožnou a slušně vychovanou dcerou pastora). Silná láska je zde motorem, který napravuje, ukázňuje, učí víře a toleranci a překonává náboženské a povahové rozdíly.
Filmu se celkově dostalo převážně negativní či rozporuplné kritiky (recenzentům se často nelíbila „kýčovitost a přeslazenost filmu“, „nahrubo a nedomyšleně zpracovaný děj“, „chyby ve střihu a zpracování scén“ či „ideologické vyznění filmu“), u diváků však byl poměrně úspěšný a představitelka hlavní dívčí postavy, Mandy Moore, získala několik ocenění a nominací za svůj herecký výkon. Mimo USA, kde byl kladně hodnocen zejména v konzervativních křesťanských kruzích, získal film mimořádnou oblibu zejména na Filipínách, v Singapuru a Polsku.
Je ironické, že někteří recenzenti a diváci kritizovali děj a jeho hrdiny jako vzdálené realitě, protože to vše bylo vytvořeno podle skutečnosti. Předobrazem pro hlavní dívčí postavu byla Sparksova sestra Danielle († 2000). Podrobněji viz v článku Nezapomenutelná cesta.
Od knižní předlohy se film výrazně liší i tím, že je v něm explicitně řečeno, že hrdinka zemřela (kniha byla napsána ještě před smrtí Sparksovy sestry, film byl natočen až po ní).

## Obsazení
- Shane West jako Landon Carter
- Mandy Moore jako Jamie Elizabeth Sullivan-Carter
- Peter Coyote jako reverend Hegbert Sullivan
- Daryl Hannah jako Cynthia Carter
- Lauren German jako Bellinda
- Clayne Crawford jako Dean Thomas
- Al Thompson jako Eric
- Paz de la Huerta jako Tracy
- David Lee Smith jako Dr. Carter
- Jonathan Parks Jordan jako Walker
- Matt Lutz jako Clay Gephardt

## Přijetí

### Tržby
Film vydělal 41,2 milionů dolarů v Severní Americe a 6,2 milionů dolarů v ostatních oblastech, celkově tak vydělal 47 milionů dolarů po celém světě. Rozpočet filmu činil 11,8 milionů dolarů. Za první víkend docílil třetí nejvyšší návštěvnosti, kdy vydělal 12,1 milionů dolarů.

### Recenze
Na recenzní stránce Rotten Tomatoes získal ze 103 započtených recenzí 27 procent s průměrným ratingem 4,1 bodů z deseti. Na serveru Metacritic snímek získal z 26 recenzí 35 bodů ze sta. Na Česko-Slovenské filmové databázi snímek získal 73 procent.

### Ocenění a nominace
Mandy Moore si za roli odnesla Filmovou cenu MTV v kategorii objev roku. Film získal tři nominace na cenu Teen Choice Awards: objev roku, nejlepší chemie, nejlepší polibek. Nakonec získal dvě ceny ze tří (kromě nejlepšího polibku).